# Corentin Calvez
Pour les articles homonymes, voir Calvez.
Corentin Calvez, né le 26 juin 1920 à Telgruc-sur-Mer, mort le 12 janvier 1985, est un homme politique français, membre de l'UDF. Député européen de 1979 à 1984, il était membre du groupe libéral et démocratique.

## Biographie
Corentin Calvez est élu député européen en 1979 sur la liste menée par Simone Veil.
Aux élections européennes de 1984, il est en 3e position sur la « liste pour les États-Unis d'Europe » conduite par Henri Cartan.

## Mandat
- 17 juillet 1979 - 20 juillet 1984 : député européen

## Sources
Les papiers personnels de Corentin calvez sont conservés aux Archives nationales sous la cote 507AP 